# Batasio tigrinus
Batasio tigrinus är en fiskart som beskrevs av Ng och Maurice Kottelat 2001. Batasio tigrinus ingår i släktet Batasio och familjen Bagridae. IUCN kategoriserar arten globalt som otillräckligt studerad. Inga underarter finns listade.